# 12 Aquilae
12 Aquilae, som är stjärnans Flamsteed-beteckning, är en ensam stjärna belägen i den mellersta delen av stjärnbilden Örnen intill den ljusare stjärnan Lambda Aquilae. Den har en skenbar magnitud på ca 4,02 och är svagt synlig för blotta ögat där ljusföroreningar ej förekommer. Baserat på parallaxmätning inom Hipparcosuppdraget på ca 22,7 mas, beräknas den befinna sig på ett avstånd på ca 144 ljusår (ca 44 parsek) från solen. Den rör sig närmare solen med en heliocentrisk radialhastighet av ca -44 km/s.

## Egenskaper
12 Aquilae är en orange till gul jättestjärna av spektralklass K1 III. Den har en radie som är ca 12 solradier och utsänder ca 60 gånger mera energi än solen från dess fotosfär vid en effektiv temperatur av ca 4 600 K.
12 Aquilae är en misstänkt variabel, med en visuell magnitud +5,22 och 5,30 som varierar utan någon fastställd amplitud eller periodicitet.